# HD 177863
HD 177863，又名BD-18 5206，SAO 162204、HR 7241，是一颗恒星，视星等为6.29，位于銀經17.75，銀緯-11.78，其B1900.0坐标为赤經19h 1m 17.2s，赤緯-18° -11.78′ 30″。